# أحمد محمد عامر
الشيخ أحمد محمد عامر (3 مايو 1927 - 20 فبراير 2016) قارئ قرآن مصري ويعد أحد أعلام هذا المجال البارزين، من مواليد قرية العساكرة بالصالحية مركز فاقوس بمحافظة الشرقية. أتم أحمد عامر حفظ القرآن الكريم وعمره لا يتجاوز الحادية عشرة ثم أكمل بعدها تعلم القراءات على يد الشيخ عبد السلام الشرباصى، وفى الثالثة عشرة، أتم تجويد القرآن الكريم بأحكامه وتعلم القراءات السبع، وحصل الشيخ أحمد محمد على عدد كبير من الأوسمة والجوائز العالمية.

## سيرته
حفظ القرآن صغيرًا في كتاب القرية، ثم التحق بالإذاعة عام 1963، وسافر إلى معظم الدول الإسلامية ودول العالم قارئًا للقرآن الكريم ومشاركا في لجان التحكيم في بعض المسابقات الدولية، كانت أولها زيارة للسودان عام 1958، وسافر إلى فلسطين عام 1959، وفي 1969 سافر إلى فرنسا، كما تعددت زياراته للمراكز الإسلامية لإحياء ليالي شهر رمضان، وسافر إلى الولايات المتحدة والبرازيل وإنجلترا، إلى جانب دول الخليج ودول المغرب العربي.
خلال رحلاته الخارجية حصل على العديد من شهادات التقدير، كما منحه الملك علي شاه ملك ماليزيا وسام التقدير عام 1970. وكان عضوًا في مقرأة مسجد الإمام الحسين التي يرأسها أحمد عيسى المعصراوي.

### في إذاعة القُرآن الكريم
تقدم القارئ الشيخ أحمد محمد عامر إلى امتحان اختيار القُرَّاء بإذاعة القُرآن الكريم أمام لجنة من كبار عُلماء القراءات القُرآنية برئاسة إمام القُرَّاء فضيلة العلاّمة الشيخ عبد الفتاح القاضي، عميد معهد القراءات، ورئيس لجنة مُراجعة المصاحف بالأزهر الشريف، وشيخ عموم المقارئ المصرية، وكان ذلك عام 1956م، ونجح الشيخ عامر بفضل الله تعالى من أول مرة.
ورغم أن فضيلة القارئ الشيخ أحمد محمد عامر التحق فعليّاً بإذاعة القُرآن الكريم بعد نجاحه في اختبارها من أول مرة في عام 1959م، إلاَّ أنه بسبب مُشكلات الحرب والعدوان الثُلاثي على مصر، لم يصدح صوت فضيلة الشيخ أحمد محمد عامر بالقُرآن الكريم عبر الأثير إلاَّ في عام 1963م.

### في نقابة قُرَّاء القُرآن الكريم
وقد تم اختيار فضيلة القارئ الشيخ أحمد محمد عامر شيخاً ونقيباً لقُرَّاء القُرآن الكريم بمحافظة الشرقية، وعضواً بمجلس إدارة النقابة العامة لقُرَّاء القُرآن الكريم بمصر،  برئاسة شيخ القُراء ونقيبهم فضيلة الشيخ أبو العينين شعيشع.

### إقراء القُرآن الكريم
قام فضيلة القارئ الشيخ أحمد محمد عامر بإقراء القُرآن الكريم وتعليمه وتحفيظه لطلبة القُرآن الكريم برواية حفص عن عاصم، وعدد من القراءات القرآنية، وكان لا يتقاضى أجراً على تعليمه للقُرآن الكريم عملاً بوصية والده فضيلة الشيخ محمد عامر أن لاَّ يأخذ أجراً ماديّاَ على إقراء وتعليم القُرآن الكريم، فخير النَّاس كما قال سيدنا الحبيب رسول الله صلى الله عليه وسلم: ((خيرُكُم مَن تَعَلَّمَ القُرآنَ وعلَّمَهُ))؛ وقد تخرج من مدرسة الشيخ أحمد محمد عامر القُرآنية أكثر من (30 قارئاً) من تلاميذه الذين التحقوا بإذاعة القُرآن الكريم وصاروا قُرَّاءً مشهورين كفضيلة القارئ الشيخ الشحات محمد أنور وغيره من القُرَّاء المعروفين.

## وفاته
توفي القارئ الشيخ أحمد محمد عامر في يوم السبت 11 جمادى الأولى 1437 هـ الموافق 20 فبراير 2016م عن عمر ناهز (89 عاماً).

## الجوائز وشهادات التقدير
حاز الشيخ أحمد محمد عامر على العديد من شهادات التقدير والتكريم اللائق بالقُرآن الكريم وأهل القُرآن من العديد من دول العالم التي سافر إليها، وقد كرَّمه ملك ((ماليزيا)) بمنحه وسام التقدير، عام 1970م.